# Ränntjärnen (Älvdalens socken, Dalarna)
Ränntjärnen är en sjö i Älvdalens kommun i Dalarna och ingår i Dalälvens huvudavrinningsområde.